# Paranura colorata
Paranura colorata är en urinsektsart som beskrevs av Mills 1934. Paranura colorata ingår i släktet Paranura och familjen Neanuridae. Inga underarter finns listade i Catalogue of Life.